# Ibbi-Sin
Ibbi-Sin, fiul lui Shu-Sin, a fost rege în Sumer si Akkad și ultimul rege al dinastiei a III-a din Ur. A domnit în perioada cca. 2026 î.Hr.- 2004 î.Hr.. În timpul domniei sale, Imperiul Sumerian a fost atacat în mod repetat de către amoriți. Datorită scăderii încrederii în conducătorul său, Ibbi Sin, Elam și-a declarat independența și a început să jefuiască imperiul.
Ibbi-Sin a ordonat construirea unor fortificații în cele mai importante orașe din Ur și Nippur, dar aceste eforturi nu au fost suficiente pentru a opri raidurile sau a păstra imperiul unificat. Numeroase orașe din tot imperiul s-au desprins deoarece regele nu le mai putea proteja. Ibbi-Sin a rămas la sfârșitul conducerii sale doar cu orașul Ur. În 2004 î.Hr., elamiții, împreună cu „membrii triburilor din regiunea Shimashki din Munții Zagros” (Stiebing 79) au ocupat și prădat Ur și l-au luat prizonier pe Ibbi Sin. El a fost dus în Elam unde a fost închis și unde a murit la o dată necunoscută.